# 間瀬峠
間瀬峠（まぜとうげ）は、埼玉県秩父郡長瀞町と同県本庄市児玉町の境界付近にある峠。埼玉県道287号長瀞児玉線の山間部に位置する峠である。標高384m。別名は馬背峠。

## 地理
長瀞付近の渋滞を回避して秩父地域と関越自動車道の下り方向（群馬県南部・利根川流域地域）を結ぶルートとして多少の利用価値をもつ。
峠の頂上からは林道陣見山線が分岐している。なお、間瀬峠及び林道陣見山線には一部に原付・自動二輪通行禁止区間がある。
本庄市側には同名のダムおよびダム湖（間瀬堰堤・間瀬湖）がある。

## 名称に関する言い伝え
双頭の大蛇が坂上田村麻呂に追われ、この峠に逃げ、そこから将軍をまんじりと見つめたことからまんじり峠と呼ばれ、後にそれが転じて間瀬峠となったという言い伝えがある。詳細は風洞の字名を参照。

## 備考
- 「頭文字D Fourth Stage」の中に同峠が登場する。